# Ворьен
Ворьен (фр. Vaurien) — международный класс гоночных яхт, швербот, монотип, экипаж 2 человека, парусное вооружение — бермудский шлюп.

## История
Был спроектирован во Франции в 1952 году французским конструктором яхт Жан-Жаком Эрбюлло. Обрёл невиданную популярность во Франции и континентальной Европе. Причиной послужила технологичная конструкция из морской фанеры и удачный сбалансированный проект с отличными мореходными качествами. Сделалась участником парусных регат, чему способствовала совершенно одинаковая конструкция всех яхт и строгие правила обмера, не допускающие отклонений. При общем весе в 95 кг, швертбот нетрудно было поднимать на берег и спускать на воду.
К 1972 году, когда в СССР появилась первая публикация о швертботе «Ворьен», во всём мире было уже построено около 26 тысяч таких яхт, проводились чемпионаты Европы.
В 2008 году итальянские энтузиасты, ориентируясь на условия Неаполя, зарегистрировали «Международный Ворьен» с изменённым корпусом и увеличенной до 11 метров лавировочной парусностью. Площадь спинакера была также увеличена. По общему мнению, яхта в таком варианте не столь мореходна и менее быстроходна в сильный ветер, так как парусность и размер лодки не сбалансированы. «Международный Ворьен» отличается от спроектированного Жан Жаком Эрбюлло классического Ворьена — это совершенно другая яхта, с узким возрастным и погодным диапазоном применения.

## Описание
Отличительная черта швертбота «Ворьен» — несложная конструкция и возможность построить яхту самостоятельно из водостойкой фанеры. Специализированные верфи строят «Ворьен» как из фанеры, так и из стеклопластика.
Длина составляет 408 см, ширина 147 см, вес 95 кг, парусность — 8 м². Небольшая парусность позволяет управлять яхтой даже детям, а также развивать большие скорости при сильном ветре и уверенно глиссировать.